# Zenei hang

A hang

Zenei hangnak azt az összetett hangjelenséget nevezzük, melyet a zenetudomány a hangzás fogalmával határoz meg.

## Hangzás
Egyetlen periodikus rezgés hatására hang (fizikai értelemben vett hang, egyszerű hang, szinuszhang) keletkezik. Hangzásnak nevezzük periodikus rezgéseknek azt a komplexumát, mely egy alaprezgés által keltett alaphangból és az alaprezgés egész számú többszöröseivel rezgő felhangokból áll.
A hangzás ezen fundamentális definíciója köti össze a fizikai-élettani hangjelenséget a zenével. Ennek ellenére egyes zenei alapfogalmak meghatározása nem közvetlenül a hangzáshoz, hanem az alaprezgéshez, alaphanghoz és/vagy a felhangokhoz kötődik.
A hangmagasság meghatározhatóságának szempontjából a hangzás a határozott hangmagasságú hang (szinuszhang) és a határozatlan hangmagasságú zörej között helyezkedik el, természetszerűleg az előbbihez jelentősen közelebb.

## A zenei hang tulajdonságai
A zenei hang elsődleges jellemzői: hangmagasság, időtartam, hangintenzitás, hangszín. E tulajdonságok nélkül adott valóságos hang nem meghatározható. (Összhangzattani szempontból például a hangintenzitás és hangszín érdektelen, ezért ez esetben absztrakt hangokról beszélünk.)
A zenei hang másodlagos jellemzői: sűrűség, volumen, világosság, élesség stb. Ezek adott valóságos zenei hang meghatározásához nem feltétlenül szükségesek.

## Hangrendszer, hangkészlet, törzs- és módosított hangok
Bármely kétszeres rezgésszám-különbségű tartomány felosztásával, az osztások száma illetve az osztások közötti viszonyokat meghatározó szabályok alapján jön létre a hangrendszer. A nyugati kultúrkörben és a Föld számos más táján uralkodóvá vált, történelmileg a természetes felhangokból származtatható hangrendszer e tartományt hét kitüntetett hangmagasságú törzshangra osztja, melyeknek önálló elnevezése és zenei jelölése van. Közülük azonban csak az a elnevezésű hangok frekvenciája kanonizált (440, 880, stb. Hz - "concert pitch"); a többi törzshang frekvenciája a hangolás megválasztásától függ.
A hangrendszeren belül használható hangok összessége a hangrendszer hangkészlete. A nyugati hangrendszerben a törzshangok adják a hangkészlet alapját, de nem egészét. A hangrendszeren belül a törzshangokból származtatunk minden más zenei hangot, ezeket módosított hangoknak hívjuk.

## A törzshangok elnevezése és jelölése
Mivel bármely két nem azonos törzshang tényleges hangköze, így frekvenciája is hangolásfüggő, minden törzshangot a konvencionális kamarahanghoz viszonyított névleges távolsággal lehet csak jellemezni.
A kamarahang az első törzshang. A kamarahangtól felfelé kiindulva a törzshangokat
- az újlatin és keleti szláv nyelvű országokban tradicionálisan a történelmileg kialakult, latin eredetű ut/do, re, mi, fa, sol, la, si szótagokkal (abszolút szolmizáció);
- angolszász országokban és Hollandiában a latin ábécé betűivel: a, b, c, d, e, f, g;
- más germán, nyugati és déli szláv nyelvű országokban és Magyarországon pedig az előbbi variánsával: a, h, c, d, e, f, g betűkkel nevezzük és egyben jelöljük.

A magyar (és német) nómenklatúrában a b – bár nem törzshang – önálló elnevezéssel a h egyszeresen leszállított módosítását jelöli, az angolszász országokban azonban a b hang megfelel a magyar (és német) nómenklatúra h hangjának.
A hangok kiejtése nyelvenként eltérő, pl: az e hang kiejtése magyarul és németül é, angolul azonban í; az a hang kiejtése magyarul és németül á, angolul azonban éj.

## A módosított hangok elnevezése és jelölése
Bármely törzshangot lehet felfelé vagy lefelé, egyszeresen vagy kétszeresen módosítani. Jelölésük az eredeti törzshang jelének és a módosítás irányának megfelelő módosítójel kombinációjával történik. Magyarországon e módosított hangok neve és jelölése sorrendben:
- a felfelé módosított hangok -isz toldalékot kapnak:

cisz (C#), disz (D#), eisz (E#), fisz (F#), gisz (G#), aisz (A#), hisz (H#)
- a kétszeresen felfelé módosított hangok "-iszisz" toldalékot kapnak, fenti kivétellel:

ciszisz (C##), diszisz (D##), eiszisz (E##), fiszisz (F##), giszisz (G##), aiszisz (A##), hiszisz (H##)
- a lefelé módosított hangok -esz toldalékot kapnak, kivéve az a, h és e törzshangokat:

cesz (C), desz (D), esz (E), fesz (F), gesz (G), asz (A), b (H)
- a kétszeresen lefelé módosított hangok -eszesz toldalékot kapnak, a fenti kivételekkel:

ceszesz (C), deszesz (D), eszesz (E), feszesz (F), geszesz (G), aszasz (A), bb (H)
Figyelem: a "b" hang nem törzshang, hanem a "hesz" jelölés helyett használt hangmódosítás. Az "aisz", "asz" stb. neveket, bár "a"-val írjuk, rövid "á" hanggal ejtjük, a "bb" kiejtése "bebé".

## A törzs- és módosított hangok fekvésének jelölése
A kétszeres rezgésszám-különbségű hangok neve azonos, de tényleges hangmagasságuk eltér. Ennek jelzésére a teljes hallható hangtartományt szintén kétszeres rezgésszám-különbségű kisebb tartományokra osztjuk, c hangtól c hangig, ezeket fekvéseknek (gyakran oktávoknak is) nevezzük. E tartományokat a legmagasabbtól a legmélyebbig az alábbiak szerint hívjuk, illetve a benne lévő törzshangokat jelezzük:
- ötvonalas: a’’’’’
- négyvonalas: a’’’’
- háromvonalas: a’’’
- kétvonalas: a’’
- egyvonalas: a’
- kis: a
- nagy: A
- kontra: A,
- szubkontra: A,,
- szubszubkontra: A,,,

A kamarahang az egyvonalas a (a’). A kontra alatti és háromvonalas feletti fekvések használata ritka.

## Külső hivatkozások
- Egyenletesen temperált (kiegyenlített hangolású) hangsor hangjainak alapfrekvenciái
- A zenei oktávok elnevezései
- MIDI hangjegyek frekvenciái
- Magyarított audiovizuális Flash prezentáció Archiválva 2012. október 13-i dátummal a Wayback Machine-ben a zenei hangokról fizikus füllel. Szerző: David M. Harrison